# Stupnik
Stupnik é uma vila e município da Croácia localizado no condado de Zagreb.

## Localidades
O município de Stupnik é composto de 3 localidades:
- Gornji Stupnik
- Donji Stupnik
- Stupnički Obrež

## Demografia
De acordo com o censo de 2001, 94,52% da população é composta por croatas.